# バンディエラ・ロッサ
バンディエラ・ロッサ（イタリア語:Bandiera Rossa　「赤旗」という意味）とは、イタリアの労働歌。革命歌。1908年にカルロ・トゥッジが作詞、ロンバルディア州にあった2つのフォークソングからメロディがつくられた。

## 歌詞
Avanti o popolo, alla riscossa,Bandiera rossa, Bandiera rossa.
Avanti o popolo, alla riscossa,Bandiera rossa trionferà.
Bandiera rossa la trionferà
Bandiera rossa la trionferà
Bandiera rossa la trionferà
Evviva il comunismo e la libertà.

## 日本語訳
進め同志よ!革命に向かって!赤旗、赤旗!
進め同志よ!革命に向かって!赤旗、赤旗!
赤旗は勝利を収める
赤旗は勝利を収める
赤旗は勝利を収める
共産主義と自由万歳!